# Lauro Corona
Lauro Del Corona (ur. 6 lipca 1957 w Rio de Janeiro, zm. 20 lipca 1989 w Rio de Janeiro) – brazylijski aktor telewizyjny i filmowy.

## Życiorys

### Wczesne lata
Urodził się w Rio de Janeiro jako syn piosenkarza André Luísa i Marii Alice. Miał siostrę, Lucianę, która, podobnie jak on, była również fotomodelką. W wieku 16 lat zaczął pracować jako sprzedawca w butiku z matką. Rok później, mając 17 lat rozpoczął karierę modela, brał udział w reklamach m.in. Coca-Coli i brazylijskiej restauracji Bob’s, gdzie dostrzegł go reżyser Marcos de Sá.

### Kariera
W 1977 roku w Rio de Janeiro występował w przedstawieniu dla dzieci Sindbad Żeglarz, gdzie został odkryty przez Zbigniewa Mariana Ziembińskiego, wielkiego mistrza teatru i Paulo José, aktora i reżysera. Wtedy od razu został zaproszony do udziału w serialu Rede Globo Ciranda, Cirandinha.
Jego twarz znalazła się na okładkach magazynów takich jak Amiga, Contigo! czy Sétimo Céu.
Wystąpił w kilku telenowelach Rede Globo – W rytmie disco (Dancin’ Days, 1978) jako Beto, Os Gigantes (1979) jako Polaco, Marina (1980) jako Marcelo, Baila Comigo (1981) w roli Caê, Szalona miłość (Louco Amor, 1983) jako Lipe, Prawo do miłości (Direito de Amar, 1987) jako Adriano Monserrat czy Nowe życie (Vida Nova, 1988) w roli portugalskiego emigranta Manuela Victora, który spotyka się z brazylijską Żydówką.

### Życie prywatne
Zmarł 20 lipca 1989 w Rio de Janeiro w wieku 32 lat, po dziewięciu dniach hospitalizacji w Clínica São Vicente. Został pochowany na cmentarzu Cemitério São João Batista w Rio de Janeiro. Pogłoski, że jest nosicielem wirusa AIDS pojawiły się w styczniu 1989, kiedy aktor poprosił o odejście z telenoweli Nowe życie (Vida Nova), w której był bohaterem, powołując się na zmęczenie. Wrócił dwa miesiące później, chudszy o wiele kilogramów i z widocznym wypadaniem włosów. Wtedy natychmiast przeniósł się do domu rodziców, izolowany nawet od przyjaciół. Gdy stan się pogorszył, został przyjęty do Clínica São Vicente w Gávea, ale rodzice zakazali udzielać jakichkolwiek informacji do prasy na temat stanu zdrowia dziecka. Jako przyczynę śmierci wymieniono powikłania, takie jak zakażenie układu oddechowego, posocznicę, zakażenia oportunistyczne, zapalenie mięśnia sercowego, ostra niewydolność nerek, krwawienie z przewodu pokarmowego.